# Kitana Baker

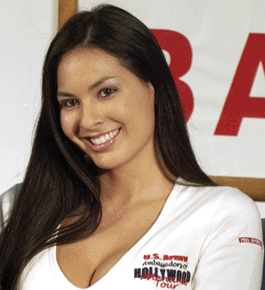
Kitana Baker bei der United-Service-Organizations-Tour 2004

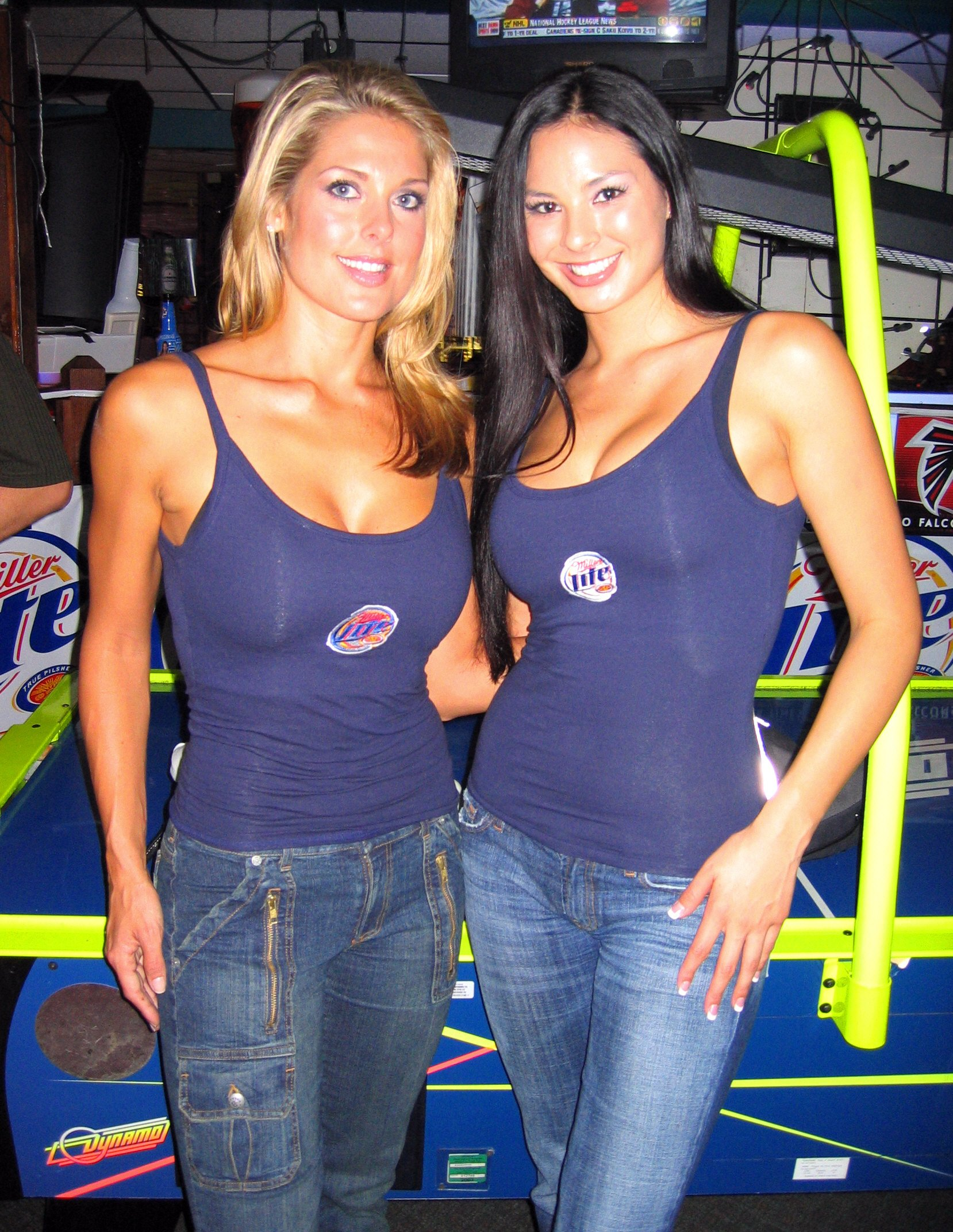
Kitana Baker und Tanya Ballinger

Kitana Baker (* 15. Juli 1977 als Christi Michell Josenhans in Anaheim, Kalifornien) ist eine US-amerikanische Schauspielerin und Model.

## Leben
Baker wuchs im kalifornischen Riverside als jüngeres von zwei Kindern auf. Sie ist irischer, deutscher, hawaiianischer und chinesischer Abstammung. Nach ihrem High-School-Abschluss absolvierte sie ein Associate Degree an einem örtlichen Junior College. Sie wollte jedoch ins Showbusiness einsteigen und begann schließlich als Showgirl in lokalen Clubs aufzutreten. Dabei gewann sie die Auszeichnungen „Local Showgirl of the Year 1998“ und „National Showgirl of the Year 1999“.
Infolgedessen begann Baker auch zu modeln. Sie posierte für verschiedene Magazine und Websites und erregte im Februar 2001 die Aufmerksamkeit des Playboy-Magazins. Für das Playboy-Netzwerk trat sie regelmäßig in Erscheinung – unter anderem als „Miss Dezember“ des Playboy’s College Girls-Kalenders 2001 sowie in der TV-Sendung „Night Calls: 411“. Um ihren Weg in eine Schauspielkarriere zu finden, begann Baker Schauspielunterricht am South Coast Repertory in Costa Mesa zu nehmen und übernahm daraufhin mehrere Rollen, sowohl in unabhängigen als auch in einigen größeren Produktionen. Sie war unter anderem 2002 in Auto Focus sowie The Scorpion King zu sehen und spielte 2003 eine kleine Rolle in dem Film Ein (un)möglicher Härtefall. Eine Hauptrolle hatte sie 2004 an der Seite von Werner Herzog in dem Horrorfilm Zwischenfall am Loch Ness. Andere Projekte, an denen sie beteiligt war, umfassen Auftritte in Musikvideos von Künstlern wie Tommy Lee, Sugar Ray, The Offspring, Moby sowie Shaggy.
Weitreichende Bekanntheit erlangte Kitana Baker, zusammen mit Tanya Ballinger, durch eine Reihe von TV-Werbespots der US-amerikanischen Brauerei Miller aus dem Jahr 2002. Als Miller Lite Catfight Girls erreichten sie eine zeitweilige mediale Aufmerksamkeit, auch über die Vereinigten Staaten hinaus. Auf deren Höhepunkt hatten sie 2003 einen gemeinsamen Auftritt mit Stacy Keibler und Torrie Wilson bei WWE WrestleMania XIX. Ballinger und Baker nahmen auch an Truppenbetreuungen der US Army im Irak, in Deutschland sowie in Bosnien und Herzegowina teil.

## Filmografie (Auswahl)
- 2002: The Scorpion King
- 2002: Auto Focus
- 2002: Scrubs – Die Anfänger (Scrubs, Fernsehserie, eine Folge)
- 2003: Ein (un)möglicher Härtefall (Intolerable Cruelty)
- 2004: Zwischenfall am Loch Ness (Incident at Loch Ness)
- 2005: Boston Legal (Fernsehserie, eine Folge)
- 2005: Eve (Fernsehserie, eine Folge)
- 2008: Toxic
- 2009: White on Rice